# Cantonul Grisolles
Cantonul Grisolles este un canton din arondismentul Montauban, departamentul Tarn-et-Garonne, regiunea Midi-Pyrénées, Franța.

## Comune
- Bessens
- Campsas
- Canals
- Dieupentale
- Fabas
- Grisolles (reședință)
- Labastide-Saint-Pierre
- Monbéqui
- Nohic
- Orgueil
- Pompignan